# Micromia conquadrata
Tripteridia conquadrata là một loài bướm đêm trong họ Geometridae.